# Herrchen gesucht
Herrchen gesucht war eine Tiersendung im hr-fernsehen.
In der halbstündigen Sendung wurden zumeist Katzen und Hunde, aber auch andere Haustiere aus Tierheimen vermittelt. Dabei wurden insbesondere schwer vermittelbare Tiere vorgestellt, die auf eine Präsenz im Fernsehen besonders angewiesen waren.
1975 wurde die Sendung zunächst als Pausenfüller ins Programm aufgenommen. Später entwickelte sich herrchen gesucht als Regelsendung mit zweistelligen Marktanteilen. Moderiert wurde die Sendung über 30 Jahre von Barbara Siehl. Im Sommer 2005 übernahm Miriam Deforth die Moderation.
Nach mehreren Sendeplatzwechseln gingen die Zuschauerzahlen zurück. Am 6. Dezember 2008 wurde die Sendung wegen angeblich fehlender Resonanz abgesetzt. Der Fernsehdirektor sprach von durchschnittlich 3,9 Prozent Marktanteil. Die Absetzung stieß insbesondere bei den beteiligten Tierheimen auf Kritik. Als Ersatz für das Format wurde die wöchentliche Rubrik Mein neuer Freund im hr-Boulevardmagazin maintower ins Programm aufgenommen. Auch wird montags bei Hallo Hessen die „Tiervermittlung mit Herz“ als Nachfolge ausgestrahlt.
Die Idee zur Sendung entstand, nachdem die Pausenkatzen, die ursprünglich für die Einschläferung vorgesehen waren, durch die Medienpräsenz an neue Halter vermittelt werden konnten.